# José Pacheco
José Pacheco, né le 3 juillet 1956, est un ancien joueur portoricain de basket-ball. 